# Tohoku Rakuten Golden Eagles
I Tohoku Rakuten Golden Eagles (東北楽天ゴールデンイーグルス?) sono una squadra professionistica giapponese di baseball con sede a Sendai. Militano nella Pacific League della Nippon Professional Baseball e giocano le partite casalinghe al Rakuten Mobile Park Miyagi.
Hanno vinto il titolo di campioni assoluti della NPB (così come il titolo della Pacific League) in un'unica occasione, nel 2013.
La squadra fu fondata nel novembre 2004 e, nel corso degli anni, a partire dal primo campionato disputato nel 2005, ha assunto sempre la denominazione di Tohoku Rakuten Golden Eagles.

## Allenatori
- Yasushi Tao (2005)
- Katsuya Nomura (2006-2009)
- Marty Brown (2010)
- Senichi Hoshino (2011-2014)
- Hiromoto Okubo (2015)
- Masataka Nashida (2016-2018)
- Yosuke Hiraishi (2018-2019)
- Hajime Miki (2020)
- Kazuhisa Ishii (2021-)

## Giocatori
- Hisashi Iwakuma (2005-2011)
- Takeshi Yamasaki (2005-2011)
- Masahiro Tanaka (2007-2013, 2021-)
- Ginji Akaminai (2010-)
- Takahiro Norimoto (2013-)

## Numeri ritirati
- numero 10 - Indossato dalle mascotte Clutch e Clutchina e ritirato in onore dei tifosi
- numero 77 - Senichi Hoshino (星野 仙一)